# Joni Ljungqvist
Joni Ljungqvist (ur. 1987 w południowej Szwecji) – szwedzki producent muzyczny.

## Życiorys
Muzyką zajmuje się od 12 roku życia. Szybko zorientował się, że muzyka elektroniczna jest jego pasją, dlatego również szybko zaczął sam produkować. Robiąc to przez 5 lat nabrał wiele doświadczenia, a jego muzyka stawała się coraz bardziej popularniejsza w internecie.
Latem 2004 roku Joni mając 16 lat podjął współpracę z norweskim DJ-em i producentem Terje Bakke. Markus Schulz wystawił ich kawałek pt. "Fanatic" pod etykieta Electronic Elements, częścią Armady. "Fanatic" został wydany na płycie winylowej Coldharbour Sessions 3. Później Joni odnosił sukcesy pod takimi aliasami jak JPL. Ljungqvist i LNQ. "LNQ – People I Used To Know" był grany m.in. przez Tiesto i Armina, a Tiesto polubił go tak bardzo, że wstawił go na swoją kompilację "In Search Of Sunrise 4". Ten sam kawałek trafił także na płytę Pedro Del Mar and Dj Shah "Mellomania 4". "JPL – A Place Called Home" został zauważony również przez Ferry Corstena, który również wstawił go do swojej kompilacji "Passport: Kingdom of the Netherlands". W 2007 roku gościł z wizytą w Polsce, a dokładniej odwiedził Radom.

## Dyskografia
- Bakke & Ljungqvist – Fanatic
- Bakke & Joni – Bali
- A Boy Called Joni – Green Astronauts
- JPL – A Place Called Home
- JPL – Ilmola
- Peak vs. JPL – Mistakes / Memories of You
- Ljungqvist – Explanations / Society
- Ljungqvist – Nella
- Ljungqvist & Länsberg – Chicago / Perhaps Another Time
- LNQ – People I Used To Know
- LNQ – Tired / You Can Trade Me For Something Good
- Joni – Things I Never Tell You
- Joni pres. External Art – We Forget
- Joni pres. Dauntless – Fastest Growing State (Gislaved)
- Joni pres. Illustrator – Painting My Dreams
- Pax Royale – There's Always Music / Butterfly Eyes
- 3 out of 4 Dentists – Toothpaste EP